# Гильдесхаймер, Азриэль
Азриэль (Израиль) Гильдесхаймер (Хильдесхаймер, Гильдесгеймер, нем. Azriel (Esriel, Israel) Hildesheimer, ивр. עזריאל הילדסהיימר‎, 11 мая 1820, Хальберштадт, Королевство Пруссия — 12 июля 1889, Берлин, Германская империя) — раввин, доктор философии, один из главных основателей ортодоксального модернизма в иудаизме, основал Берлинскую раввинскую семинарию.

## Историческая обстановка
В XVIII веке на фоне Эпохи Просвещения в среде немецких евреев возникло движение Хаскала (Еврейское просвещение), начатое Моисеем Мендельсоном. Довольно быстро выяснилось, что на практике стремление приобрести европейскую культуру и интегрироваться в обществе приводит многих евреев к полной ассимиляции, а иногда и переходу в христианство. Ближайший ученик Мендельсона Давид Фридлендер сделал попытку перейти в христианство, отказавшись, однако, от некоторых его догматов. Эта попытка была отвергнута лютеранской церковью. Реально крестились несколько детей самого Мендельсона.
Многие раввины выступали против Хаскалы и пытались её остановить. Произведения Мендельсона были запрещены, например, автором «Нода бе-Йехуда» рабби Йехезкелем Ландау, а рабби Пинхас Горовиц из Франкфурта даже одобрял их сожжение.
Тем не менее, усвоение европейской культуры становилось постепенно всё более массовым, появлялись и евреи, которые, как и сам Мендельсон, продолжали придерживаться Торы, несмотря на европейские знания. Постепенно зарождалось представление о необходимости некоего сочетания. Так, рабби Шмуэль Ландау, сын рабби Йехезкеля Ландау, говорил о Тора вэ дэрех эрец — совмещении двух видов образования. И вот, в 1795 году некий Цви Гирш Кацлин, преданный традиционному иудаизму филантроп и бизнесмен, пожертвовал десять тысяч талеров на создание школы нового типа в Хальберштадте, в 1796 году школа «Хашарат Цви» открылась. К 1825 году она была уже ведущей школой в городе, а ещё через два года в 1827 году школа открыла двери и для девочек. По-видимому, это была первая ортодоксальная еврейская школа, где могли учиться девочки. Преподавание велось на немецком, в программу школы входили такие еврейские предметы, как Танах (еврейская Библия) с традиционными комментариями, Талмуд, а также светские предметы, позволяющие поступить в гимназию. Особо способные учили также французский язык и латынь.

## Биография

### Ранние годы
Азриэль Гильдесхаймер родился в семье потомственных раввинов в 1820 году в Хальберштадте, который с 1815 года принадлежал Пруссии. Отец будущего рабби Азриэля, рабби Мозес Галия, учился у рабби Пинхаса Горовица, у которого учился и Хатам Софер. Как сказано выше, и рабби П. Горовиц, и многие другие раввины категорически запрещали изучение светских предметов в надежде остановить движение Еврейского просвещения (Хаскала).
Тем не менее, ввиду изменяющейся культурной и общественной обстановки можно оценить решение рабби Моисея Галия отдать своего сына Азриэля в «Хашарат Цви» вопреки позиции своего раввина П. Горовица. Отец скончался, когда Азриэлю было двенадцать лет, и воспитание продолжил старший брат Авраам. Когда Азриэлю исполнилось 17 лет, брат отправил его учиться в иешиву.

### Иешива и университет
В качестве иешивы была выбрана иешива в Альтонe под руководством рабби Яакова Эттлингера (1798—1871). Альтона принадлежала вплоть до 1864 года Дании, сейчас она является частью Гамбурга. Хотя иешива занималась лишь еврейскими предметами, Рав Эттлингер вёл занятия на немецком, а сам проходил курс в немецком университете. В той же иешиве учился и раввин Шимшон Рафаэль Гирш. Тем самым, рабби Эттлингер через двух своих выдающихся учеников оказал огромное влияние на развитие иудаизма во второй половине XIX века. В более поздние годы он поддерживал идею создать раввинскую семинарию. Рав Гильдесхаймер учился в иешиве необычайно интенсивно и сохранил на долгие годы до самой смерти своего учителя тёплые отношения с ним по типу выдающийся рав — любимый ученик. В последние годы в иешиве рабби Эттлингер дал своему ученику разрешение слушать лекции по философии рабби Исаака Бернайса (известен как Хахам Бернайс). Последний был главным раввином Гамбурга и провёл в 1822 году реформу традиционных школ «Талмуд-тора», включив такие предметы, как немецкий язык, географию, природоведение и историю. Он был также первым ортодоксальным раввином в Германии, выступавшим по-немецки.
Под влиянием своих учителей молодой раввин Азриэль Гильдесхаймер получает в 1840 году гимназический диплом в родном городе и поступает в Берлинский университет, в 1842 году переходит в Университет Галле. Изучал семитские языки, философию, историю. Среди преподавателей — Вильгельм Гезениус (1786—1842), автор грамматики иврита, сохранившей научное значение до сих пор. В 1844 году получил степень доктора философии и стал одним из немногих раввинов — обладателей учёного звания. Рукопись диссертации пропала, но по статьям Гильдесхаймера в научных журналах можно понять, что темой диссертации под названием «О правильной интерпретации Библии» было исследование Септуагинты.
Усвоение европейской культуры не сводилось к учёным степеням. По свидетельству дочери Эстер, Гильдесхаймер любил немецкую литературу и классическую музыку, пел с домашними классические немецкие песни (Lieder); апофеозом всегда являлась песня Роберта Шумана «Два гренадера» на слова Генриха Гейне. Немецкий язык был для Гильдесхаймера родным, одевался раввин по-европейски, что иногда вызывало раздражение коллег-раввинов.

### Начало раввинской деятельности
По окончании обучения вернулся в Хальберштадт в 1846 году и вступил в брак с Генриеттой Гирш, девушкой из зажиточной семьи. Гильдесхаймер уже имел репутацию блестящего талмудиста, что показывает, например, приглашение в 1851 году от раввина Катав Софер, сына упомянутого выше раввина Хатам Софер, занять пост второго раввина в Прессбурге; это предложение Гильдесхаймер отклонил. В родном городе он унаследовал должность умершего брата — секретарь общины.
В 1847 году в Хальберштадте развернулись события, показавшие, что Гильдесхаймер хорошо ориентируется в современном ему обществе. Был принят закон, что евреи могут обратиться к властям с просьбой отделиться от общины. В то время этот закон служил интересам растущей группы евреев-реформистов, которые и обратились к властям с просьбой об отделении от традиционной общины. Местный раввин Левиан, говорящий только на идише уроженец Польши, действовал по классическим образцам. Он обвинил отколовшуюся группу в намерении креститься или быть хуже выкрестов, а именно уклониться от лежащих на всей общине тягот изгнания. Гильдесхаймер понял, что дело вовсе не в крещении, а в желании интегрироваться в обществе, в частности, путём упрощения культа, что, он считал, было результатом влияния Людвига Филлипсона, известного реформиста. В соответствии с этим он написал к властям петицию совершенно другого плана, на немецком, без инвектив и без идеи религиозного принуждения. Он указал на давнюю историю самоуправления общины, предложил ей действовать и далее, а действия отщепенцев объяснил стремлением не платить общинный налог. Обвинение было не в ереси, а в попытке отделиться от общины, и петиция имела успех.
Дальнейшим вызовом было участие в конференции в Магдебурге. Там Гильдесхаймер и его шурин Йосеф Гирш составили оппозицию Филлипсону, который предложил создать отдельные синагогальные общины со свободой вносить изменения в службу. Гильдесхаймер и другие ортодоксы покинули конференцию перед голосованием. Гильдесхаймер написал потом статьи, где аргументированно раскрывал процедурные нарушения конференции. Эти события принесли Гильдесхаймеру репутацию защитника ортодоксии. Вскоре после этого, а именно, в 1851 году, поступило приглашение занять раввинскую должность в Айзенштадте в Австрии, ныне Венгрия.

### Глава Иешивы в Венгрии
Община Айзенштадта насчитывала примерно 150 семей, по большей части — ортодоксальных евреев, хотя налицо были и неологи, как реформисты называли себя в Венгрии. Более консервативные элементы возражали против приглашения Гильдесхаймера из-за светского образования последнего. Победила другая часть, которая видела в этом, наоборот, преимущество. Сам Гильдесхаймер писал в то время, что «ортодоксию может спасти только раввин, держащий Тору в одной руке, а потребности современности — в другой.» Должность раввина была вакантна одиннадцать лет, и вот теперь община пригласила Гильдесхаймера и согласилась содержать также десять учеников будущей иешивы. Так рав Азриэль стал не только раввином города, но и главой иешивы.
Он решил, в согласии с лидерами общины, что иешива будет сочетать традиционные еврейские предметы со светскими, а преподавание будет вестись на государственном языке. Так Гильдесхаймер создал в 1851 году первую иешиву нового типа. Сам Гильдесхаймер давал по 35-40 уроков в неделю: немецкий язык, литературу, историю, математику, а главное — Талмуд для продвинутых учеников. У учеников неделя состояла из 51-53 часов, из расписания видно, что Тора являлась главным предметом: 35 часов отводились под еврейские занятия (30 — Талмуд и кодексы, 2-3 — Танах, 2-3 — грамматика иврита), остальное время распределялось так: пять часов на математику, 3 часа на немецкий, 2-3 часа на латынь, 2 — на венгерский язык, по одному часу на древнегреческий, географию, историю и природоведение. Был создан ивритский клуб, и использование иврита в разговоре поощрялось.
Успешное начало было омрачено доносом некоторых ультраортодоксов властям, в котором говорилось, что иешива таит в себе опасность революции для иудаизма и властей. Иешива была закрыта, но всего на 24 часа. Иешива пользовалась успехом, в 1858 году в ней было 39 учеников; в 1868 году — 115 учеников со всей Европы, а один — даже из Америки; в 1869 году, последнем году Гильдесхаймера в Венгрии, — 134, и уступала она только иешиве рабби Софера в Прессбурге. По мысли Гильдесхаймера, иешива готовила защитников ортодоксии, но таких, которых будут уважать и противники. Ультраортодоксы не приняли, однако, новую иешиву, где учили светские предметы. Известный венгерский раввин Акива Йосеф Шлезингер (he:עקיבא יוסף שלזינגר) наложил на Гильдесхаймера херем (отлучение), а его тесть Хиллель Лихтенштейн называл Гильдесхаймера лицемером и обманщиком и даже сравнил со «свиньёй, которая показывает раздвоенные копыта». Гильдесхаймер, в свою очередь, объявил хасидизм предрассудком и неаутентичным иудаизмом.
Несмотря на нововведения, а может именно благодаря им, Гильдесхаймер подвергался резким нападкам и со стороны неологов/реформистов. Судя по всему, они боялись, что новая форма ортодоксии окажется привлекательной для евреев, лишь недавно отошедших от заповедей Торы в пользу современности. «Чума неоортодоксии» — писали антиортодоксальные еврейские газеты, особенно реформистский орган «Бен Ханания». Нападки затрагивали и Гильдесхаймера как учёного, так как он, будучи ортодоксом, не мог, по мысли реформистов, проводить объективные научные исследования.
Вскоре стало ясно, что взгляды Гильдесхаймера сильно отличаются от взглядов основной массы венгерских раввинов. Сначала он потребовал отозвать свою подпись, которую поставили без его ведома в 1865 году под петицией 120 раввинов к императору против создания раввинской семинарии. Наоборот, Гильдесхаймер был за создание семинарии и за ведение против неологов, как он выразился, «позитивной войны». История получила большую огласку, и даже друзья советовали не выступать против всех.
Следующий эпизод связан с раввинской конференцией 1866 года в Михаловице. 77 раввинов приняли резолюцию о предотвращении распространения реформизма, в частности, запрещалось произносить проповеди не нееврейском языке. Более того, требовалось немедленно покинуть синагогу, если кто-то начинал выступать не на еврейском языке. В числе других постановлений запрещалось вводить в синагоге какие бы то ни было нововведения. Гильдесхаймер предпочёл проигнорировать конференцию и потом выступил с критикой её решений, особенно против запрета на язык, который использовался с успехом и Эттлингером, и Бернайсом, и самим Гильдесхаймером. С точки зрения Гильдесхаймера, ортодоксальные раввины заняли непродуктивную негативную позицию, «всё время говоря „нет“».
События большой важности для венгерского еврейства произошли в 1868—1869 годах. Ортодоксы Будапешта оказались в меньшинстве и обратились к министру культуры с просьбой создать орган, ведающий делами евреев в масштабе Венгрии. Они надеялись оказаться в этом органе в большинстве. Для подготовки к съезду евреев Венгрии 200 ортодоксальных раввинов собрались в Пеште. Там Гильдесхаймер увидел, что они готовы принять решение против использования нееврейских языков в иешивах и против создания семинарии, после чего покинул конференцию. На самом съезде, проходившем с 14 декабря 1868 года по 23 февраля 1869 года, Гильдесхаймер выдвинул умеренную программу, которая, как он надеялся, будет приемлема и для неологов, и для ортодоксов. Все его предложения были, однако, отвернуты съездом, их поддержала лишь малая группа участников. Съезд завершился расколом и положил конец единой общине евреев Венгрии.
Вскоре после этих событий Гильдесхаймер принял предложение возглавить ортодоксальную общину в Берлине. В дальнейшем в Германии Гильдесхаймер и сам призывал к сепаратизму. Перед самым отъездом Гильдесхаймера в Берлин с ним советовался в самых уважительных выражениях один из его главных оппонентов, автор кодекса «Кицур Шулхан Арух» раввин Шломо Ганцфрид. Речь шла о противоречиях в общине, где часть членов заявила о недоверии к раввину без современного образования. Смысл ответа Гильдесхаймера сводился к тому, что единая община более невозможна независимо от образования раввина.
В венгерский период в 1864 году к рабби Гильдесхаймеру обратились по вопросу об эфиопской общине, и он подтвердил их еврейство.

### Духовный лидер в Берлине
В Берлине в 1860-х годах проживало около 40 тысяч евреев — в пять раз больше, чем в студенческие времена Гильдесхаймера. Это была самая большая еврейская община Германии. В 1864 году умер раввин, и развернулась борьба за наследие. Реформисты провели своего кандидата, но ортодоксы потребовали назначить второго раввина, ортодоксального. Совет поставил вопрос на голосование в 1868 году, и реформисты победили с незначительным перевесом в 150 голосов. Все последующие попытки ортодоксов получить себе раввина были заблокированы советом общины. Председатель совета даже заявил, что ортодоксия практически исчезла из Берлина. В 1869 году ортодоксы решили создать религиозное общество и обратились к Гильдесхаймеру с просьбой стать во главе и восстановить ортодоксальную жизнь. Они уже приглашали рава Азриэля возглавить школу и ранее, в 1867, но только после вышеописанного венгерского съезда и уверений, что и на новом месте он сможет осуществлять своё призвание педагога, Гильдесхаймер ответил согласием. Гильдесхаймер прибыл в Берлин 2-го сентября 1869 года и встал во главе новосозданной ортодоксальной общины «Адас Исраэль» (ивр. עדת ישראל‎), существующей и поныне.
Начал он свою деятельность с создания еврейской школы для дополнительных занятий. В этом месте мальчики и девочки совместно изучали Тору и молитвенник. Все изучали иврит, затем мальчики переходили к ранним Пророкам, Псалмам и книге Иова, а также готовились к чтению Торы в церемонии бар-мицвы. Девочки занимались книгой Притч и «Поучениями Отцов». Мальчики изучали также галаху (практический закон); с самыми многообещающими Гильдесхаймер сам занимался Талмудом и кодексом «Шулхан Арух» семь часов еженедельно. В письмах Гильдесхаймера сохранилось объяснение, почему в новое время обучение девочек необходимо.
В семье Гильдесхаймеров родилось всего 17 детей, из которых 7 умерли в детстве.

## Берлинская семинария
Другое и самое важное дело — создание раввинской семинарии. Сразу по прибытии рав Азриэль сделал попытку реорганизовать существующий бейт-мидраш («дом учения»), расширить его программу. Администрация стала чинить препятствия, и раввин перешёл к другим методам работы. В мае 1872 года он обратился к десяти видным богатым евреям и попросил поддержки в создании новой семинарии, которая будет готовить раввинов. В этот момент в Берлине появился конкурент — Высшая школа еврейской науки об иудаизме (нем. Hochschule für die Wissenschaft des Judentums), во главе который стоял известный реформист и семитолог Авраам Гайгер (англ. Abraham Geiger). В глазах Гильдесхаймера Высшая школа представляла большую опасность, так как учила сомневаться в Божественном происхождении принятого текста Торы. То, что в преподавательском составе были ортодоксальные евреи, ничего, по его мнению не меняло и даже делало Высшую школу ещё опаснее. Аналогичные доводы Гильдесхаймер приводил и против семинарии в Бреслау, школы же в Вюрцбурге и Дюссельдорфе слишком слабы академически. Агитация имела следствием комитет по созданию семинарии. Гильдесхаймер объявил будущих профессоров: Яаков Барт, Авраам Берлинер и Давид Цви Хоффман, и 22 сентября 1873 года Берлинская Раввинская Семинария открыла двери.

### Дальнейшая деятельность
Основной деятельностью Гильдесхаймера было преподавание в растущей Семинарии, управление и забота о ней. Гильдесхаймер был членом центрального совета помощи и оказал значительную поддержку жертвам еврейских погромов в России, собирал также средства на постройку приютов в Палестине и способствовал заселению Земли Израиля (Эрец-Исраэль). В 1870 году он основал в Берлине газету «Юдише прессе», поддерживавшую идею переезда в Палестину (с ивр. — «алия»). В 1872 году основал Палестинское общество в Берлине для повышения образовательного уровня евреев Палестины и привлечения их к ремесленному труду, за что вновь был подвергнут херему, теперь со стороны руководства Старого ишува Палестины. Вызвал недовольство и дружественного ему рабби Гирша за то, что был готов более поверить докладу Авраама Гайгера о положении в Палестине, чем реляциям глав Старого ишува. Сотрудничал с протосионистской организацией Ховевей Цион и раввином Цви-Гирш Калишером.

### Сепаратизм
Помимо этого, вместе с рабби Шимшоном Рафаэлем Гиршем Гильдесхаймер инициировал и провёл через члена Рейхстага Эдуарда Ласкера (не путать с шахматистом Эдуардом Ласкером) Закон об отделении. Этот закон, принятый в 1876 году позволил евреям отделяться от общины. Оба, Гирш и Гильдесхаймер, использовали закон для создания ортодоксальных общин там, где ортодоксы были в меньшинстве. Вместе с р. Шимшоном Рафаэлем Гиршем вёл упорную борьбу против реформистов. Совсем незадолго до смерти Гильдесхаймер вышел из Союза немецких раввинов и создал отдельный Союз Ортодоксальных раввинов.
Сепаратизм Гильдесхаймера проявился и в истории с петицией в защиту иудаизма, распространённой 69 реформистскими раввинами в 1884 году. Петиция была написана с целью опровергнуть обвинение иудаизма в двойной морали: одной — по отношению к евреям, а другой — к неевреям. Петиция основывалась на библейском стихе, согласно которому Всевышний требует от человека лишь быть справедливым, милосердным и скромным (по Мих. 5:18). Ортодоксы, с Гильдесхаймером во главе, отказались подписать петицию, не желая сотрудничества с адептами ненормативного иудаизма в чисто религиозных вопросах. Помимо этого, они указывали и на фактическую неверность тезиса, ссылаясь на требование иудаизма о выполнении Семи законов потомков Ноя неевреями.
С другой стороны, когда речь шла об общих интересах вне сферы чистой религии, Гильдесхаймер был готов к сотрудничеству. Так, в борьбе с нарастающим немецким антисемитизмом, опасность которого он ясно видел, Гильдесхаймер выступал вместе с Альянсом и христианскими организациями, а также благодарил известного философа Германa Когенa, не-ортодокса, за защиту иудаизма. Здесь рав Азриэль подвергся критике со стороны своего союзника рабби Гирша и его преемника Соломона Бройера, но остался на своих позициях.

## Гильдесхаймер и современники
В течение всей своей жизни Гильдесхаймер имел много противников, которые критиковали его довольно резко. Но и с людьми, близкими по духу, тоже бывали трения. Так, рабби Гирш, и не он один, не мог принять, что в Семинарии занимаются наукой об иудаизме. Действительно, ближайшие сотрудники делали научные выводы на грани ереси, как это тогда понимали. Скажем, Хоффман указал на развитие закона в период Мишны, а Я. Барт писал о необходимости разделить книгу Исайи на два источника. Хотя упомянутые работы сознательно не трогали саму Тору (Пятикнижие Моисеево), а Хоффман доказывал ошибочность документальной гипотезы происхождения Пятикнижия и написал к Торе вполне ортодоксальный комментарий, всё равно Гирш относился к такого рода исследованиям отрицательно, боялся, что они заведут слишком далеко. Гильдесхаймер защищал своих младших коллег и доказывал, что невозможно принимать науку вообще, но избегать научной библеистики. Гирш также был бо́льшим сепаратистом, чем Гильдесхаймер, и на этой почве тоже бывали расхождения.
В 1864 году Гильдесхаймер сам атаковал известного историка Генриха Греца и обвинил его в ереси, так как тот не принимал принцип «Тора с небес» и занимался историческим развитием иудаизма. То, что Грец соблюдал еврейские обычаи, только усугубляло его вину. Заодно Гильдесхаймер нападал и на семинарию З. Франкеля в Бреслау. Если такие люди, как Грец, в составе преподавателей, выпускников нельзя считать настоящими раввинами, писал Гильдесхаймер. Примерно то же, но несколько мягче, он говорил про самого Франкеля, а также Авраама Гайгера. Реформисты, в свою очередь, обвинили Гильдесхаймера в обскурантизме, предвзятости и поставили его научные достижения под сомнение.

## Наследие
Гильдесхаймер опубликовал и исследовал новую версию книги «Алахот Гдолот», а также издал несколько собственных сочинений, в том числе и комментарии к некоторым трактатам Талмуда, а также респонсы. Написал много статей и рассказов в периодических изданиях. Исследовал и указал на некоторые ошибки в Септуагинте. Суммарный вклад Гльдесхаймера в Талмуд и иудаику сравнительно небольшой. Он не создал никакой серьёзной философии для обоснования своих взглядов, этим занимался больше рабби Гирш. Изучение наук имеет, по Гиршу, самостоятельную ценность. Гильдесхаймером же, согласно большинству историков, двигали скорее прагматические соображения. Влияние Гильдесхаймера — более всего в практических делах, особенно через семинарию. С годами слава о семинарии и её ректоре распространилась далеко. В далёкой России люди мечтали попасть в семинарию и получить там всестороннее образование. Гильдесхаймеру приходилось предупреждать в еврейской печати, чтобы не приезжали люди издалека без гимназического диплома — нельзя принять, чтобы не снижать академического уровня.
Гильдесхаймер обладал высокой работоспособностью и сочетал высокую учёность с организаторскими способностями. Он также занимал многие должности без вознаграждения. Умер 12 июля 1899 года и похоронен в Берлине, на кладбище возглавляемой им общины Адас Исраэль, закрытом в наше время для посетителей. Сын Гирш был профессором в семинарии, а другой сын Мейер был её директором. Лидер движения «Мусар», рабби Исраэль Липкин из Саланта, высоко ценил деятельность семинарии и поддерживал тёплые отношения с Гильдесхаймером:158. Гильдесхаймера также необычайно высоко оценивал главный специалист по Галахе в восточной Европе, рабби Ицхак Элханан Спектор (англ. Yitzchak Elchanan Spektor): «Бог милостиво дал нам гения и праведника, славного рабби Езрееля Гильдесхаймера для увеличения славы иешивы его, дерева жизни и плода рук его»:163—164. Позже в США была создана Семинария имени рабби Ицхака Элханана Спектора, на базе которой возник Иешива-университет, а по его образцу — и Бар-Иланский Университет в Израиле.

В Иерусалиме в старинном районе Рехавия есть улица, названная в честь Азриэля Гильдесхаймера; есть такая улица и в Тель-Авиве. В его же честь назван мошав Азриэль (англ. Azri'el) в центральной части Израиля.